# Petersfield
Petersfield è una cittadina di 14 974 abitanti dell'Hampshire, in Inghilterra. Petersfield dista circa 16 miglia (26 km) da Portsmouth.

## Amministrazione

### Gemellaggi
- Warendorf, Germania
- Barentin, Francia